# Milena Meisser
Milena Meisser (* 2. April 1979 in Davos) ist eine ehemalige Schweizer Snowboarderin. Sie startete in den Disziplinen Parallel-Riesenslalom und Parallelslalom.

## Werdegang
Meisser startete zu Beginn der Saison 2000/01 in Ischgl erstmals im Snowboard-Weltcup und errang dabei den 19. Platz im Parallel-Riesenslalom. In weiteren Saisonverlauf kam sie dreimal unter die ersten Zehn und erreichte mit Platz drei in Park City ihre einzige Podestplatzierung im Weltcup. Beim Saisonhöhepunkt, den Snowboard-Weltmeisterschaften 2001 in Madonna di Campiglio, fuhr sie auf den 38. Platz im Parallel-Riesenslalom. In der folgenden Saison erreichte sie mit drei Top-Zehn-Platzierungen und den 20. Platz im Parallel-Weltcup ihr bestes Gesamtergebnis im Weltcup. Bei ihrer einzigen Olympiateilnahme im Februar 2002 in Salt Lake City wurde sie Siebte im Parallel-Riesenslalom. Im folgenden Jahr belegte sie bei den Weltmeisterschaften am Kreischberg den 29. Platz im Parallelslalom sowie den 19. Rang im Parallel-Riesenslalom. Ihren 47. und damit letzten Weltcup absolvierte sie im März 2004 in Bardonecchia, welchen sie auf dem 28. Platz im Parallel-Riesenslalom beendete.

## Teilnahmen an Weltmeisterschaften und Olympischen Winterspielen

### Olympische Winterspiele
- 2002 Salt Lake City: 7. Platz Parallel-Riesenslalom

### Snowboard-Weltmeisterschaften
- 2001 Madonna di Campiglio: 38. Platz Parallel-Riesenslalom
- 2003 Kreischberg: 19. Platz Parallel-Riesenslalom, 29. Platz Parallelslalom

## Weltcup-Gesamtplatzierungen
| Saison  | Gesamt | Gesamt | Parallel | Parallel | Parallel-Riesenslalom | Parallel-Riesenslalom | Parallelslalom | Parallelslalom |
| Saison  | Punkte | Platz  | Punkte   | Platz    | Punkte                | Platz                 | Punkte         | Platz          |
| ------- | ------ | ------ | -------- | -------- | --------------------- | --------------------- | -------------- | -------------- |
| 2000/01 | 141    | 63.    | -        | -        | -                     | -                     | 1838           | 21.            |
| 2001/02 | -      | -      | 550      | 20.      | 1529                  | 22.                   | 280            | 38.            |
| 2002/03 | -      | -      | 2320     | 22.      | -                     | -                     | -              | -              |
| 2003/04 | -      | -      | 1025     | 31.      | -                     | -                     | -              | -              |